# Sidral Mundet
El Sidral Mundet és una beguda carbonatada refrescant feta a partir de suc de poma que fou creada per l'empresari català Artur Mundet i Carbó (Sant Antoni de Calonge, 1878 - Ciutat de Mèxic, 1965) a Mèxic i que ha esdevingut una beguda emblemàtica a aquell país. Mundet va patentar la marca de la beguda el 1918, encara que sembla que va començar a comercialitzar-la el 1915.

## Història
Artur Mundet havia començat la seva aventura mexicana el 1902 amb l'empresa familiar de suro que s'aniria ampliant i es convertiria en l'empresa Artículos Mundet para Embotelladores, S.A. D'aquesta manera s'ampliava al món de l'envasament de begudes i també va ser el primer de Mèxic en aplicar el tancament amb el tap corona, conegut allà com a corcholata. Posteriorment va apostar per tenir una marca pròpia de begudes. El Sidral Mundet havia de ser una mena de sidra-xampany, però per solucionar el problema de la inestabilitat per fermentació se li va aplicar un procés de pasteurització que mantenia les seves qualitats inicials i la feia una beguda dolça refrescant.
Al principi, el concentrat de poma era importat del Canadà. El producte era distribuït a la vall de Mèxic amb carretes tirades per mules.
El 1936, ja es fabricaven 120 ampolles per minut en tres línies automàtiques. Als anys 50, les línies eren nou i la producció de 600.000 botelles diàries. El 1970 es va construir la nova fàbrica Jugos de Frutas Mundet i es va deixar d'importar el concentrat. El 1971 es van oferir franquícies que van estendre la producció a tot el territori mexicà. El 1988, va desembarcar al mercat internacional americà: als Estats Units, on va tenir força èxit en la nombrosa colònia mexicana que ja la coneixia, i en altres països d'Amèrica Central i del Sud.
El novembre de 2001, FEMSA Coca-Cola va comprar l'embotelladora Mundet.

## Característiques
Sidral Mundet es presenta en diversos formats de diferents capacitats i composicions, però els dos gustos genuïns són el de poma verda i poma roja.